# Societatea Regală pentru Conservarea Naturii
Societatea Regală pentru Conservarea Naturii (RSCN) este o organizație voluntară independentă care este dedicată conservării resurselor naturale ale [[Iordania|Iordaniei]; a fost înființată în 1966 cu regretatul regele Hussein ca președinte de onoare.
RSCN are misiunea de a proteja și gestiona resursele naturale ale Iordaniei, deoarece este responsabilă pentru protejarea faunei sălbatice și a locurilor sălbatice și este una dintre puținele organizații voluntare din Orientul Mijlociu cu un astfel de mandat de serviciu public.
Principalele activități ale organizației includ:
- Crearea de zone protejate pentru a proteja cele mai bune zone sălbatice și pitorești
- Reproducerea speciilor pe cale de dispariție pentru a le salva de la dispariție.
- Aplicarea legilor guvernamentale pentru protejarea faunei sălbatice, controlul vânătorii ilegale
- Creșterea gradului de conștientizare cu privire la problemele de mediu prin programe educaționale.
- Dezvoltarea socio-economică a comunităților rurale.
- Promovarea utilizării durabile a resurselor naturale.

- Înființarea de zone protejate pentru a proteja cele mai bune animale sălbatice și Organizația a făcut o serie de realizări importante, printre care creșterea captivă și reintroducerea în natură a speciilor Arabian oryx|Onix arab, gazela de munte⁠(d) și ibex-ului⁠(d). De asemenea, a stabilit șase zone protejate în Iordania, care acoperă peste 1200 de kilometri pătrați. Aceste zone de rezervație includ unele dintre cele mai bune peisaje naturale⁠(<span title="Peisaj natural|peisaje naturale la Wikidata">d) din țară:

## Conservarea naturii
Protecția biodiversității naturale în Iordania este un efort important depus de ghidurile naturii. O modalitate prin care Iordania încearcă să-și păstreze peisajul este prin reglementări de vânătoare care protejează speciile și animalele pe cale de dispariție de braconajul ilegal. De exemplu, în Rezervația naturală Yarmouk, se pune accentul pe protecția stejarilor, care reprezintă 85% din copacii din Iordania. Există, de asemenea, izvoare termale și izvoare reci situate în Rezervația Yarmouk care, dacă nu sunt reglementate de ghidurile naturii, ar fi vulnerabile la distrugerea sau poluarea de către turiști.